# Wilayahversen

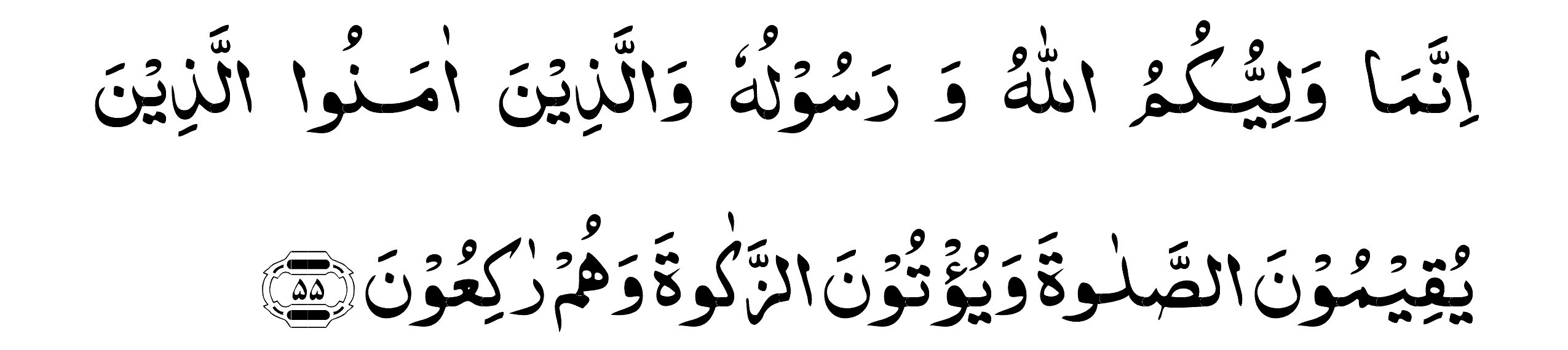
Vers 5:55 på arabiska.

Wilayahversen (arabiska: آیة الولاية, translit. Āyat al-Wilāyah), eller Ledarskapsversen, är vers 55 i kapitlet al-Ma'idah (5:e kapitlet) i Koranen. Både sunnitiska och shiitiska lärda accepterar att versen handlar om att Ali ibn Abi Talib gav zakāt (arabiska: زَكَـاة, allmosa) till de fattiga när han var i rukū‘ (arabiska: رُكُـوع, i hukande position) under salāṫ (arabiska: صَـلَاة, bön). Men endast shiiter tolkar detta som att han blev den islamiske profeten Muhammeds legitime efterträdare.

## Text och översättning
| Text                                                                             | Translitteration | Översättning |
| -------------------------------------------------------------------------------- | --- | --- |
| إِنَّمَا وَلِيُّكُمُ اللّهُ وَرَسُولُهُ وَالَّذِينَ آمَنُواْ الَّذِينَ يُقِيمُونَ الصَّلاَةَ وَيُؤْتُونَ الزَّكَاةَ وَهُمْ رَاكِعُونَ | Innama waliyyukumu Allahuwarasooluhu wallatheena amanoo allatheenayuqeemoona assalata wayu/toona azzakatawahum rakiAAoon | KNUT BERNSTRÖM Era beskyddare är inga andra än Gud och Hans Sändebud och de [övriga] troende – de som förrättar bönen och betalar allmoseskatten och som böjer rygg och knän [inför Gud]. |

## I traditioner
Tabari återberättar i sin tolkningsbok Tafsir al-Tabari från Mujahid att versen uppenbarats gällande Ali ibn Abi Talib, då han gav allmoseskatt samtidigt som han var i hukande position.
Det har återberättats en hadith att Muhammed sa att Ali är från honom och att han är från Ali, och att Ali är alla troendes wali efter honom. En liknande hadith har återberättats av profeten om att Ali är hans ställföreträdare/kalif för alla troende efter honom. Den wahhabitiske al-Albani har även skrivit att källan till föregående hadith är god. I en annan återberättelse i Sahih al-Bukhari har både Umar och Abu Bakr använt ordet wali med betydelsen efterträdare, eller uttryckt sitt ledarskap över muslimerna med tanke på ordets riktiga betydelse.

## Shiitisk tolkning
I denna vers har Alis religiösa auktoritet placerats bredvid Guds och profetens religiösa auktoriteter. I denna vers har ordet wali använts med betydelsen förmyndare eller mästare eller den som har auktoritet som är överlägsen andra. Ordböcker förklarar att den som hanterar affärer och utövar auktoritet för en annan person är den personens wali. Eftersom Guds auktoritet är universell är även profetens och Alis auktoritet universell. Det är omöjligt att tillskriva ordet wali i denna vers betydelsen av en hjälpare eller vän, eftersom hjälp och vänskap inte är begränsat till dessa tre endast.